# 필드 리코딩
필드 리코딩(Field recording)은 광의(廣義)로는 스튜디오와 무대 등 통상적인 녹음 환경 외부에서의 녹음을 말한다. 이런 녹음은 예를 들면 민족음악학이나 생물음향학의 조사, 연설 기록, 영화 사운드 트랙과 라디오 드라마, 음악에 분위기를 돋우는 효과음 등에 활용되고 있다가 점차 하나의 예술 형식으로 확립되었다. 이 예술 형식으로서 협의(狹義)의 필드 리코딩은 최근 "포토그래피"와 대비하여 "포노그래피(phonography)"라고도 불린다.
녹음 기술은 탄생에서 현재까지 주로 언어와 음악 기록 목적으로 사용된다. 그러나 녹음 장치의 발명 초기부터 이국적인 환경 소리와 자연 소리의 기록이나 단독 또는 영상과 음악에 삽입되어 널리 즐겨왔다. 잘 알려진 것은 영상 작가 발터 루트만(Walter Ruttmann)이 1930년 악음과 대화에 리드미컬한 소리를 합성한 라디오 작품 《주말(Wochenende)》을 발표하였다. 48년에는 피에르 셰페르(Pierre Schaeffer)가 구체 음악 작품을 발표하고 악음에서도 언어에서도 아닌 소리를 사용한 예술 형식을 확립한다. 40-50년대는 영국 녹음 협회와 포크웨이즈 레코드(Folkways Records) 등의 필드 리코딩 수집이 본격화되고 토니 슈워츠(Tony Schwartz) 등이 도시 및 교통, 애완동물 등을 대상으로 한 녹음을 남겼다. 생물 음향 전문가 로저 페인(Roger Payne)이 70년에 발표한 음반 《혹등고래의 노래(Songs of the Humpback Whale)》는 12만 5천장의 매출을 기록한다. 그해 어브 타이벨(Irv Teibel)은 자연 소리의 음반 시리즈 《Environments》의 발매를 시작하였다. 73년에 《밴쿠버 사운드스케이프(The Vancouver Soundscape)》를 발표한 사운드 스케이프 개념의 제창자 R. 머리 셰이퍼(R. Murray Schafer) 등은 소리 환경과 인간 관계에 주목하여 구체 음악과 다른 이론을 필드 리코딩에 부여하였다. 또 이 시기보다 저렴한 테이프 리코더의 등장을 계기로 환경 소리와 자연 소리의 녹음이나 그 편집을 통한 창작이 널리 확대하였다.

## 참고 문헌
- 레코드 미학: 호소카와 슈헤이, 게이소쇼보, 1990
- 세계의 조율 - 사운드스케이프란 무엇인가: R. 머리 셰이퍼 (도리고에 게이코 외 번역), 헤이본샤 라이브러리, 2006